# 洛佐阿泰斯蒂诺
洛佐阿泰斯蒂诺（義大利語：Lozzo Atestino），是意大利威尼托大区帕多瓦省的一个市镇。总面积23.97平方公里，人口3243人，人口密度135.3人/平方公里（2009年）。国家统计（ISTAT）代码为028047。